# 脇城
脇城（わきじょう）は、徳島県美馬市脇町大字脇町にあった日本の城。阿波九城の一つ。別名虎伏城。

## 概要
戦国時代に脇権守という人物が館を構えたのが始まりであると云われている。
天文2年（1533年）、三好長慶が築城し、三河守兼則が守護した。当時は、西にあった岩倉城と合わせて阿波の西部を守る体制をとっており、城の規模は岩倉城の方がやや大きかった。その後、武田信玄の異母弟とも言われ、三好家家臣となっていた武田信顕が城主となった。1579年（天正7年）長宗我部元親が攻めよせ、調略によって岩倉城の三好好俊と共に信顕は長宗我部方に寝返った。好俊と信顕は謀略によって三好方の軍勢をおびき出し、これを脇城下で全滅させた。この戦いの後、再び三好康長方についた。1583年（天正10年）再び長宗我部勢が攻めよせ8月に落城し、信顕と息子の信定は讃岐に逃れたが戦死した。落城した後は長宗我部親吉が守ったが、天正13年の羽柴秀吉の四国攻めに際して、羽柴秀次の軍に屈して降伏、開城した。親吉は土佐に帰る途中で土豪の待ち伏せに逢い戦死した。
蜂須賀家政が阿波国の領主となると、支城群阿波九城の一つと位置づけられた。家政は特に脇城を重要視し、家臣団の筆頭である家老の稲田植元に1万石を与え、城代として置いた。稲田氏は城の強化と城下町の整備を行い、脇の町は阿波西部の中心地として繁栄した。しかし一国一城令により、1638年（寛永15年）に廃城となった。

## 遺構等
城山台地の西端、虎が寝ているように見えるので虎伏山と呼ばれる一帯が脇城址である。本丸跡は雑木林と化しているが、中央付近にある直径2mの井戸は今でも水を湛え、本丸東南隅の泉は小さいながらも水が湧き続けている。本丸の東には、幅6メートル、深さ4メートル、長さ42メートルの空堀がある。空堀には土橋が架けられており、土橋両脇には石垣が確認されている。二の丸、三の丸跡は畑地となっている。麓の稲田氏菩提寺貞真寺の西には城主の館があったが、現在では完全に宅地化している。町の中心街に残る「うだつの町並み」が、脇町が城下町だったことを偲ばせている。